# Bunkó és Vész
A Bunkó és Vész (angolul: Pinky and the Brain) amerikai rajzfilmsorozat, amelyet Tom Ruegger készített a Kids' WB számára 1995-ben. A szereplők az Animánia című rajzfilmsorozatból származnak, a siker hatására kapták meg saját sorozatukat. Később új sorozat készült Pinky, Elmyra & the Brain  címmel, majd újra feltűntek az Animánia új változatában. A sorozat 1995. szeptember 9.-től 1998. november 14.-ig futott Amerikában. 4 évadot élt meg 66 epizóddal.
Bunkó és Vész két genetikailag módosított laboratóriumi egér, akik az Acme Labs kutatólaboratóriumban élnek. Az egyikük gonosz, és meg akarja hódítani a világot, míg a másik együgyű. A gonosz egér világuralmi tervei azonban folyamatosan csődöt mondanak. Az epizódok általában egy film vagy regény paródiái.

## Fogadtatás
A sorozat mára kultikus rajzfilmsorozatnak számít. A két egér már az Animánia keretein belül is népszerűnek számítottak, ezért kapták meg külön sorozatukat.
A sorozat két színésze, Maurice LaMarche és Rob Paulsen egy DVD-s interjúban elmondták, hogy a Showtime tévécsatorna elnöke, Roy Langbord, Al Franken és a Barenaked Ladies együttes mind a műsor rajongói. A Naughty Dog videojáték-gyártó cég alapítója, Jason Rubin is a sorozat rajongója; Brain karaktere volt a példakép a Crash Bandicoot sorozat fő ellenségének, Dr. Neo Cortex-nek a megalkotásakor.
A sorozat több Emmy- és Annie-díjat is nyert.
Az egyik epizód PRISM-díjat nyert a dohányzásellenes üzenet közvetítéséért.